# Municipio de Oliver (Misuri)
El municipio de Oliver (en inglés: Oliver Township) es un municipio ubicado en el condado de Taney en el estado estadounidense de Misuri. En el año 2010 tenía una población de 9605 habitantes y una densidad poblacional de 77,1 personas por km².

## Geografía
El municipio de Oliver se encuentra ubicado en las coordenadas 36°33′31″N 93°15′18″O / 36.55861, -93.25500. Según la Oficina del Censo de los Estados Unidos, el municipio tiene una superficie total de 124.59 km², de la cual 110.78 km² corresponden a tierra firme y (11.08%) 13.8 km² es agua.

## Demografía
Según el censo de 2010, había 9605 personas residiendo en el municipio de Oliver. La densidad de población era de 77,1 hab./km². De los 9605 habitantes, el municipio de Oliver estaba compuesto por el 94.79% blancos, el 0.61% eran afroamericanos, el 0.92% eran amerindios, el 0.52% eran asiáticos, el 0.15% eran isleños del Pacífico, el 1.43% eran de otras razas y el 1.58% pertenecían a dos o más razas. Del total de la población el 3.83% eran hispanos o latinos de cualquier raza.